# Alberto Delfrati
Alberto Delfrati (Codogno, 6 giugno 1924 – Napoli, 23 ottobre 1990) è stato un allenatore di calcio e calciatore italiano.

## Caratteristiche tecniche
Era un terzino destro.

## Carriera

### Giocatore
Dopo gli inizi giovanili nell'hinterland milanese, nel dopoguerra emigra al Cosenza dove gioca terzino titolare in Serie B. Le sue qualità vengono notate dal presidente del Napoli Achille Lauro che lo acquista nel 1949 per farlo esordire fra i partenopei nel trionfale torneo che sancirà il ritorno degli azzurri nella massima serie.
L'esordio in Serie A per Delfrati avviene nel 1950 e con il Napoli resterà altri 4 campionati. Ritenuto ormai agli sgoccioli, viene ceduto in prestito in Serie B al Pavia, dove disputa un campionato da titolare. L'anno successivo Paolo Mazza lo acquista dal Napoli, e nella SPAL forma con l'ungherese Jenő Vinyei (anch'egli ex napoletano) la coppia di terzini titolari.
Terminata nel 1958 l'avventura spallina, torna fra i cadetti con il Vigevano dove chiude nel 1960 la sua carriera giocando in Serie C. Ha giocato complessivamente 165 partite in Serie A.

### Allenatore
Terminata la carriera da calciatore, intraprende quella di allenatore guidando diverse squadre di Serie C e D, tra cui il Novara nel 1964; nel 1967 diventa allenatore in seconda della Lazio nonché tecnico della formazione De Martino, e nel 1971 allena per un breve periodo la Casertana in Serie B.
Successivamente entra stabilmente nello staff tecnico del Napoli di cui diviene l'allenatore in Serie A nel 1976 quando sostituisce Luís Vinício, in coppia con Rosario Rivellino, conducendo la squadra partenopea alla vittoria della seconda Coppa Italia della sua storia. Dal 1976 al 1978 torna alla Lazio come allenatore in seconda di Luis Vinicio, e al seguito di Rino Marchesi diventa anche allenatore in seconda dell'Inter nella stagione 1982-83, riapprodando quindi al Napoli nella stagione successiva ed assistendo all'arrivo di Diego Armando Maradona nella società partenopea.

## Palmarès

### Giocatore
- Campionato italiano di Serie B: 1

Napoli: 1949-50

### Allenatore

#### Competizioni nazionali
- Coppa Italia: 1

Napoli: 1975-76

#### Altre competizioni
- Campionato De Martino: 1

Lazio: 1967-68